# Crespina
Crespina é uma comuna italiana da região da Toscana, província de Pisa, com cerca de 3.744 habitantes. Estende-se por uma área de 26 km², tendo uma densidade populacional de 144 hab/km². Faz fronteira com Cascina, Collesalvetti (LI), Fauglia, Lari, Lorenzana.

## Demografia
| Variação demográfica do município entre 1861 e 2011                               |
|                                                                                   |
| Fonte: Istituto Nazionale di Statistica (ISTAT) - Elaboração gráfica da Wikipedia |